# الجزر الإيجية

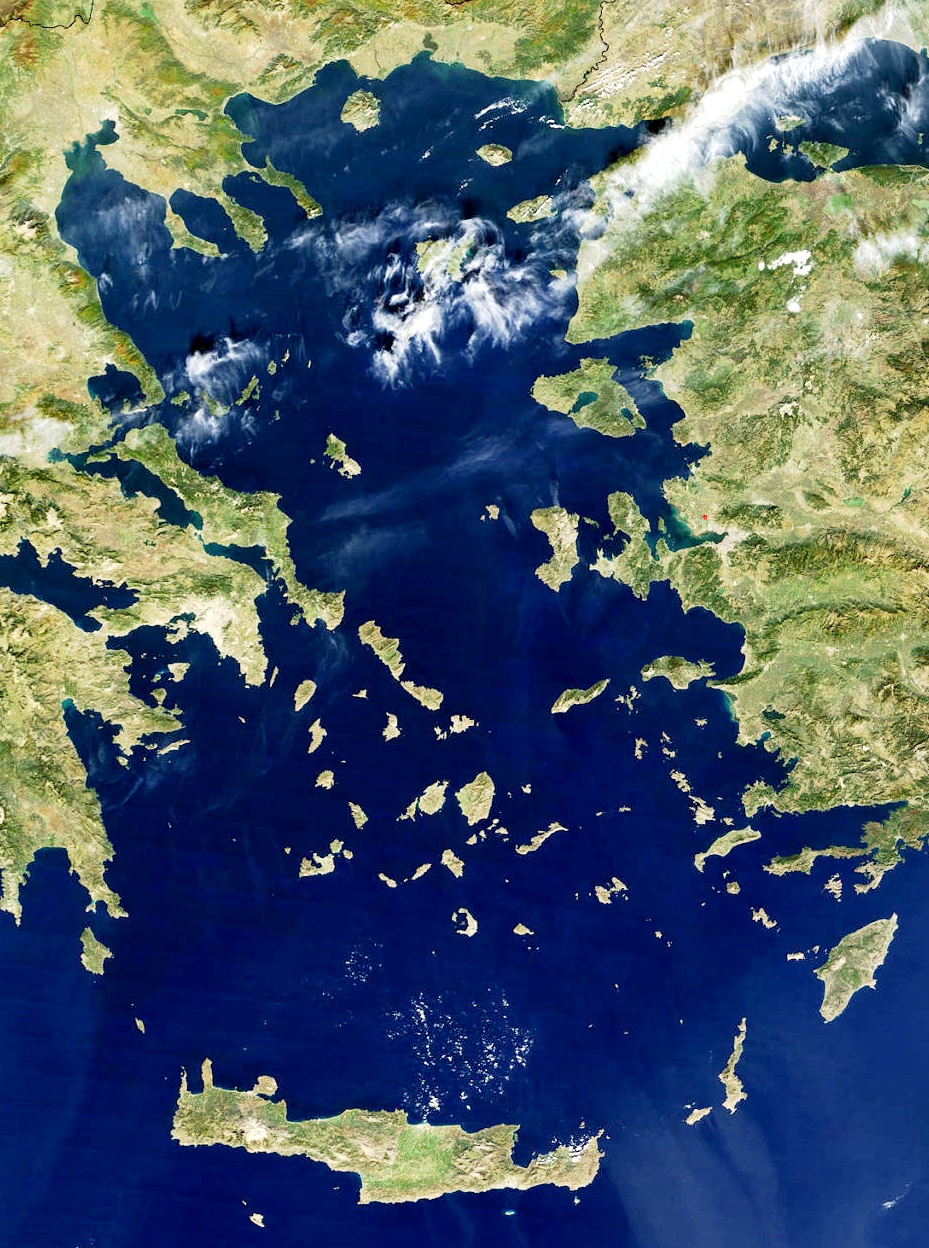
الجزر الإيجية.

الجزر الإيجيّة هي جمهرة كبيرة من الجزر الواقعة في بحر إيجة بين اليونان وتركية.
أكبر هذه الجزر جزيرة رودس.